# Enrique Crespo Aparicio
Miguel Matías Enrique Crespo Aparicio (Ayora, Valencia, 23 de febrero de 1853 - 1887) fue un jurista y periodista español. Cursó sus estudios de Derecho en la Universidad de Valencia en la que se licenció en 1876. Tras ejercer como abogado en su pueblo natal y en la ciudad de Valencia, donde se colegia en el Ilustre Colegio de Abogados de Valencia (ICAV), en el año 1870, se trasladó a Madrid donde fue redactor de El Correo y catedrático auxiliar de la Facultad de Derecho en la Universidad Central de España (actual Universidad Complutense de Madrid). Posteriormente fue Juez de Puenteáreas y de Ocaña. Entre sus obras destaca la Exposición sumaria del Derecho penal español según los principios de la filosofía y los proyectos presentados a las Cortes para su reforma, trabajo referencial en la historia del Derecho en España.